# Bryson Apartment Hotel

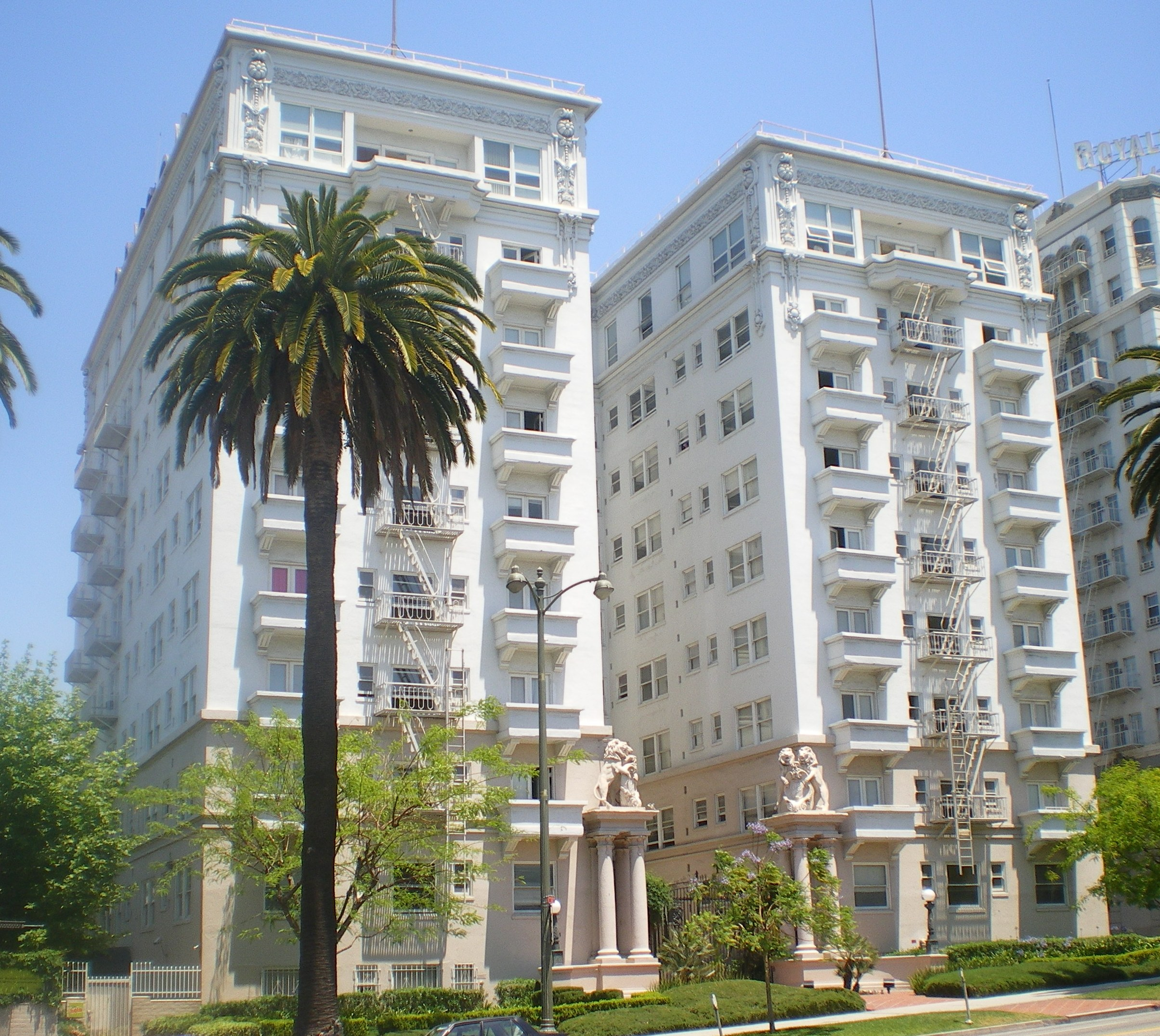
Das „Bryson“ mit den markanten Steinlöwen vorne am Eingang

Das Bryson Apartment Hotel ist ein historisches zehnstöckiges Apartmenthaus am Wilshire Boulevard (Abschnitt MacArthur Park) in Los Angeles. Es wurde 1913 im Beaux-Arts-Stil erbaut und galt für viele Jahre als eines der luxuriösesten Wohngebäude der Stadt. Es ist eng mit der Film Noir-Geschichte Los Angeles und den Arbeiten von Raymond Chandler verknüpft, war zudem einer der Drehorte für den Neo-Noir-Film The Grifters. Das große „Bryson“-Schild auf dem Hausdach und die Steinlöwen am Gebäudeeingang sind inzwischen zu städtischen Landmarken geworden. Das „Bryson“ wurde am 7. April 1983 als Baudenkmal in das National Register of Historic Places aufgenommen. 1998 wurde es als Historic Cultural Monument (HCM #653) durch die Los Angeles Cultural Heritage Commission ausgewiesen.

## Bau und Architektur

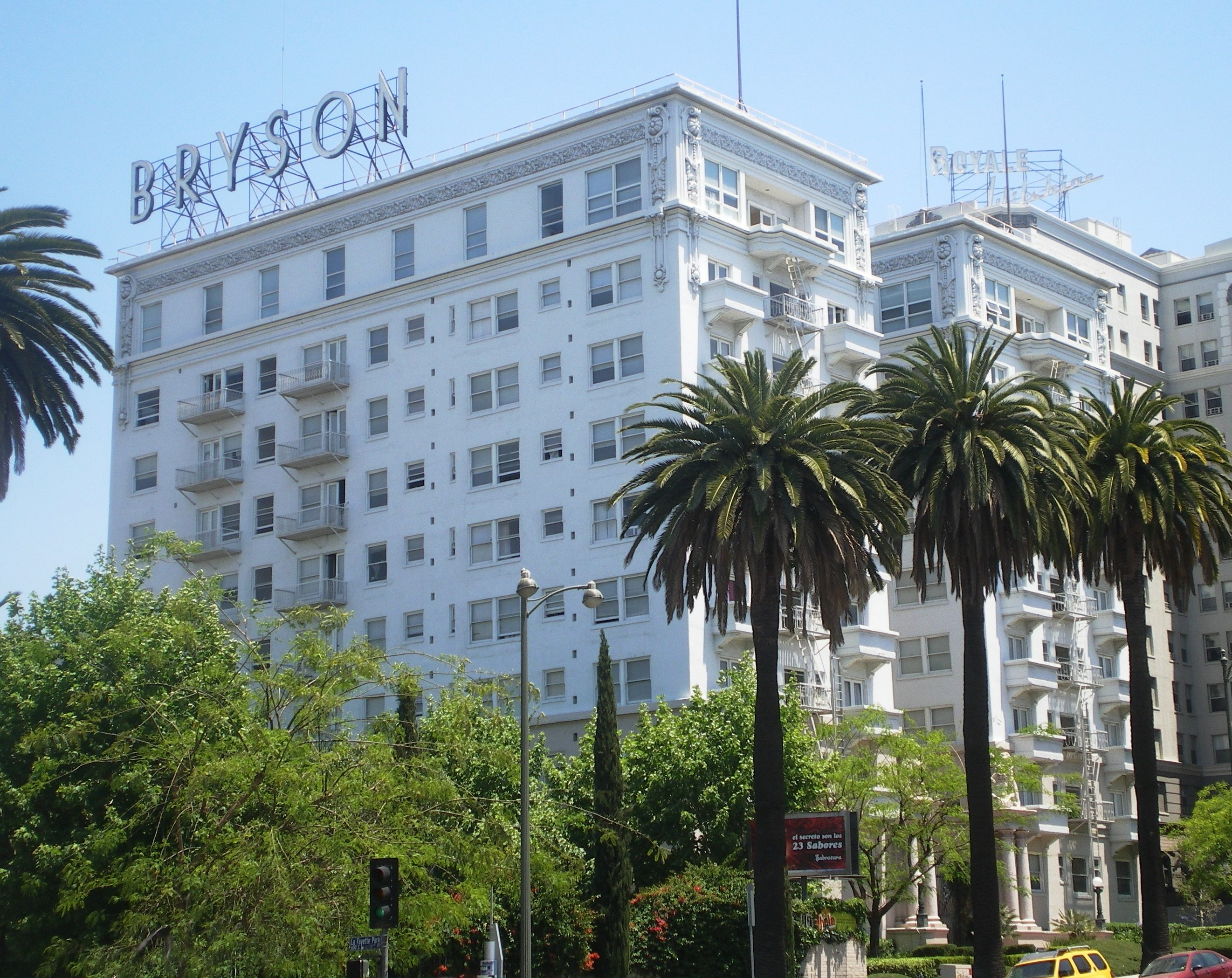
Gebäude von Westen aus gesehen mit „Bryson“-Schild auf dem Dach

Das „Bryson“ wurde 1913 vom Bauunternehmer Hugh W. Bryson auf einem Grundstücksabschnitt an der Westseite des Wilshire Boulevard erbaut, welcher zu jener Zeit vorwiegend eine Wohngegend war. Das Gelände selbst hatte der Unternehmer 1911 erworben, die noch darauf befindlichen vier Häuser kurz darauf abreißen lassen. Ursprünglich war ein sechsstöckiges Gebäude, welches direkt an die Gehwege anschloss, geplant; nach Beschwerden aus der Nachbarschaft entschloss sich Bryson jedoch, ein zurückversetztes, wenngleich höheres Gebäude zu errichten. Dieser Entschluss wurde im März 1912 bekanntgegeben und vom Bauunternehmer damit begründet, dass er keine Kosten scheuen wolle, dieses Gebäude zu einer Klasse für sich zu machen.
Bryson beauftragte die Architekten Frederick Noonan und Charles H. Kysor mit dem Entwurf des Gebäudes, den Bau ließ er durch seine eigene Firma F.C. Engstrum & Co. durchführen, der nach nur sieben Monaten Bauzeit (von Juni bis Dezember 1912) vollendet wurde. Die Gesamtkosten aus Grund, Bau und Einrichtung beliefen sich auf schätzungsweise 750.000 $.
Das Gebäude vereint Beaux Arts und klassischen Stil, die Konstruktion des Gebäudes erfolgte um einen zentralen Hof von knapp acht Metern Breite und 15 Metern Tiefe herum. Zum Zeitpunkt der Eröffnung hatte das Brysons 320 Räume, die auf 96 Apartments verteilt waren, die sich weiter zu Suiten mit bis 12 Räumen verbinden ließen. Alle vier Außenseiten des Gebäudes waren mit mehrfarbigen Kacheln verziert, das Interieur ausgestattet mit Kronleuchtern aus geschliffenem Glas, Stufen und Verkleidungen aus italienischem Marmor, gefliesten Böden und reichhaltig dekoriertem Mobiliar aus Mahagoni. Das zehnte und oberste Stockwerk war zur allgemeinen Verwendung vorgesehen und besaß Ballsaal, Bibliothek, Billardraum und drei umschließende Lauben, von denen aus – das Gebäude war auf einer Erhebung errichtet worden, zudem das einzige Hochhaus der Umgebung – Panoramablicke möglich waren. Berichten zufolge gab Bryson allein für Teppiche, Kunst, seltene Pflanzen und weitere Einrichtungsgegenstände des obersten Stockwerks 60.000 $ aus.

## Apartmenthaus

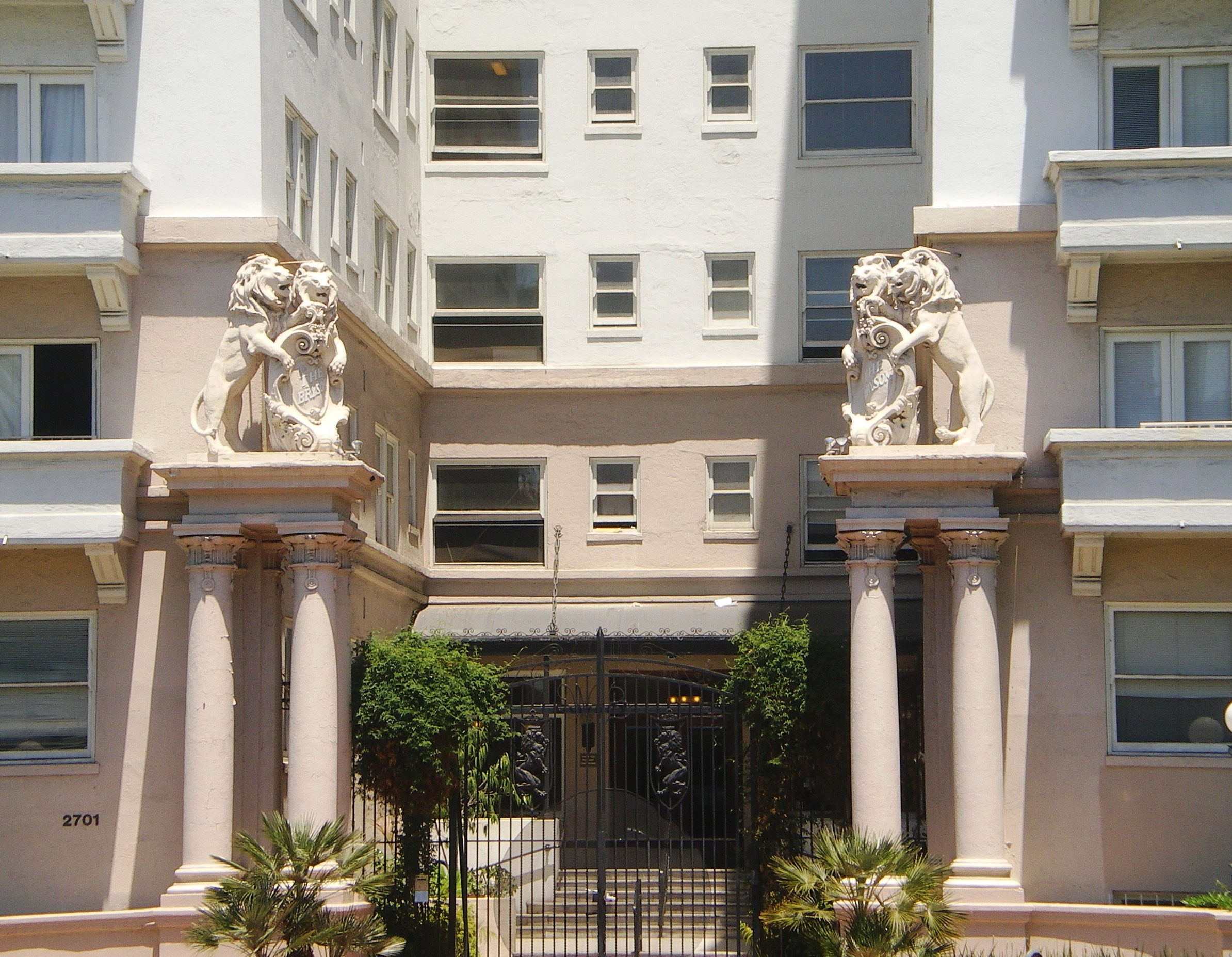
Steinerne Löwen am Vordereingang

### Früher Erfolg
Die Eröffnung des Gebäudes im Januar 1913 wurde von der Presse mit Lobeshymnen begleitet, so nannte es etwa die Los Angeles Times prächtig und mit den herrlichen Apartmenthäusern in New Yorks Riverside-Drive-Distrikt vergleichbar. Dies stand im Gegensatz zu früheren Presseberichten, in denen bezweifelt wurde, dass Los Angeles für ein solches Gebäude der richtige Ort sei. Bereits zwei Tage nach Eröffnung war das Haus vollständig vermietet, 1915 schließlich wurde es für 1.250.000 $ verkauft, also für 500.000 $ mehr, als es Bryson gekostet hatte.
In seinen ersten Jahren galt das Bryson als bevorzugter Ort für die „Schönen“ der Stadt, dominierte den Wilshire Boulevard als einziges Hochhaus für viele Jahre. Im Jahr 1921 kam schließlich das Ambassador Hotel dazu, The Gaylord 1924, The Arcady 1927 und das Bullocks Wilshire 1929.

### Nachkriegszeit bis heute

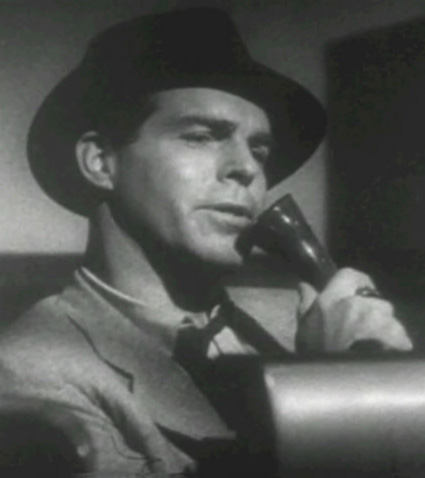
Fred MacMurray in Double Indemnity

1944 wurde das „Bryson“ für 600.000 $ vom Schauspieler Fred MacMurray gekauft, der die Hauptrolle im Film Double Indemnity gespielt hatte, und befand sich in seinem Besitz für nahezu 30 Jahre. Als in den späten 1940er-Jahren jedoch andere Teile der Stadt Los Angeles stark expandierten, begann der Stern des Gebäudes zu sinken, MacMurray erreichte daraufhin im Jahre 1949 eine Reduzierung der steuerlichen Bewertung seines Besitzes auf $100.000 mit dem Argument, dass die hohen Kosten das Gebäude unrentabel machen würden.
In den 1970er-Jahren hatte das „Bryson“ schließlich bereits viel von seinem einstmaligen Glanz eingebüßt, andere Gebiete von Los Angeles hatten dem Wilshire Boulevard den Rang abgelaufen. 1977 wurde das oberste Stockwerk, vormals Aushängeschild des Gebäudes, zur Nutzung als Lager umfunktioniert. 1999 wurde es einer 5,5 Millionen Dollar teuren Renovierung unterzogen. Für Aufsehen sorgte dabei die Aktion, die markanten Steinlöwen am Eingang mit Schutzhelmen und orangefarbenen Schutzwesten auszustatten.

## Die Verbindung mit Raymond Chandler und dem Film Noir
Der Schriftsteller Raymond Chandler trug dazu bei, dem „Bryson“ den Status einer Sehenswürdigkeit zu verschaffen, als er es in seinem 1943 erschienenen Werk The Lady in the Lake (auf Deutsch unter dem Titel „Die Tote im See“ erstmals 1976 erschienen) eine Rolle spielen ließ, denn dorthin verfolgt Privatdetektiv Philip Marlowe die im Titel erwähnte Dame. Noch heute pilgern jedes Jahr Tausende von Chandler-Fans nach Los Angeles, um die in den Romanen des Schriftstellers erwähnten Orte, darunter das „Bryson“, zu sehen.
Das Gebäude wurde noch in weiteren Erzählungen, Romanen und Filmen des Noir-Genres verarbeitet, so beispielsweise in Billy Wilders Double Indemnity (1944, deutscher Titel: Frau ohne Gewissen) nach dem Roman von James M. Cain und einem Drehbuch von Wilder und Chandler; auch in Stephen Frears Neo Noir-Film The Grifters (1990, deutscher Titel: Grifters) ist das „Bryson“ einer der Handlungsorte.

## Landmarke
Das „Bryson“ wurde 1983 in das National Register of Historic Places (#83001184) aufgenommen und 1998 als Historic Cultural Monument (HCM #653) durch die Los Angeles Cultural Heritage Commission ausgewiesen. Es ist eines von mehreren Registered Historic Places, die den Lafayette Park umschließen, weitere Beispiele hierfür sind die Granada Shoppes and Studios, The Town House, das Felipe De Neve Branch und Bullocks Wilshire einen Block weiter westlich.